# Виктор Рашовић
Виктор Рашовић (Београд, 13. август 1993) српски је ватерполиста. Тренутно је члан Солнока.
Дебитовао је за репрезентацију Србије 27. марта 2013. у победи над Шпанијом у оквиру Светске лиге.

## Клупски трофеји
ВК Црвена звезда
- Првенство Србије 2012/13. и 2013/14. -
- Куп Србије 2012/13. и 2013/14.
- Евролига 2012/13.
- Супер куп Европе 2013. -

ВК Барселонета
- Прва лига Шпаније 2015/16.

ВК Југ
- Првенство Хрватске 2017/18.
- Куп Хрватске 2017/18.
- Јадранска лига 2017/18.